# Европейский маршрут E70
Европейский маршрут Е70 — европейский автомобильный маршрут категории А, соединяющий Ла-Корунью (Испания) на западе и Поти (Грузия) на востоке. Длина маршрута — 5114 км.

## Города, через которые проходит маршрут
Маршрут Е70 проходит через 10 европейских стран, и включает паромную переправу из Варны, Болгария в Самсун, Турция.
- Испания (686 км): Ла-Корунья — Овьедо — Бильбао — Сан-Себастьян — Ирун —
- Франция (989 км): Биарриц — Байонна — Бордо — Брив-ла-Гайард — Клермон-Ферран — Сент-Этьен — Лион — Шамбери —
- Италия (625 км): Турин — Алессандрия — Брешиа — Верона — Падуя — возле Венеции — Триест — Монрупино —
- Словения (186 км): Постойна — Любляна —
- Хорватия (306 км): Брегана — Загреб — Славонски-Брод — Жупанья —
- Сербия (205 км): Белград —
- Румыния (695 км): Базель — Лугож — Карансебеш — Дробета-Турну-Северин — Крайова — Александрия — Бухарест — Джурджу —
- Болгария (186 км): Русе — Разград — Шумен — Варна —
- Турция: Самсун — Орду — Трабзон — Сарп
- Грузия: Сарпи — Батуми — Кобулети — Поти

Е70 пересекается с маршрутами
| - E01 - E804 - E05 - E80 - E72 - E606 - E11 - E15 - E611 |  | - E711 - E712 - E64 - E612 - E717 - E25 - E74 - E62 - E45 |  | - E55 - E61 - E57 - E65 - E59 - E71 - E73 - E75 - E763 |  | - E671 - E771 - E79 - E81 - E574 - E85 - E60 - E772 - E87 |  | - E95 - E97 |

## Фотографии

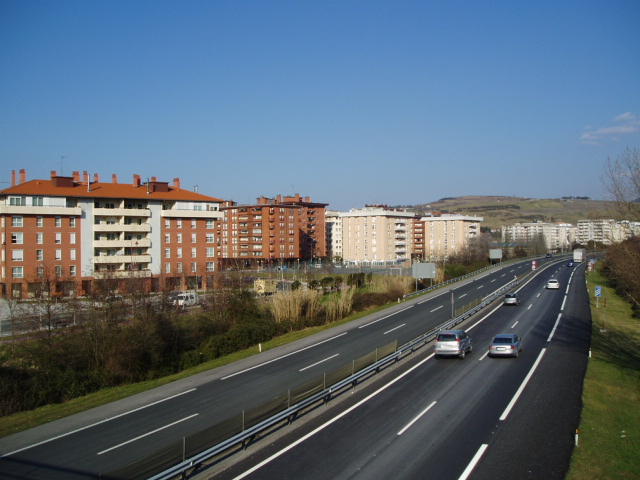
Е70 возле Сарауса, Испания
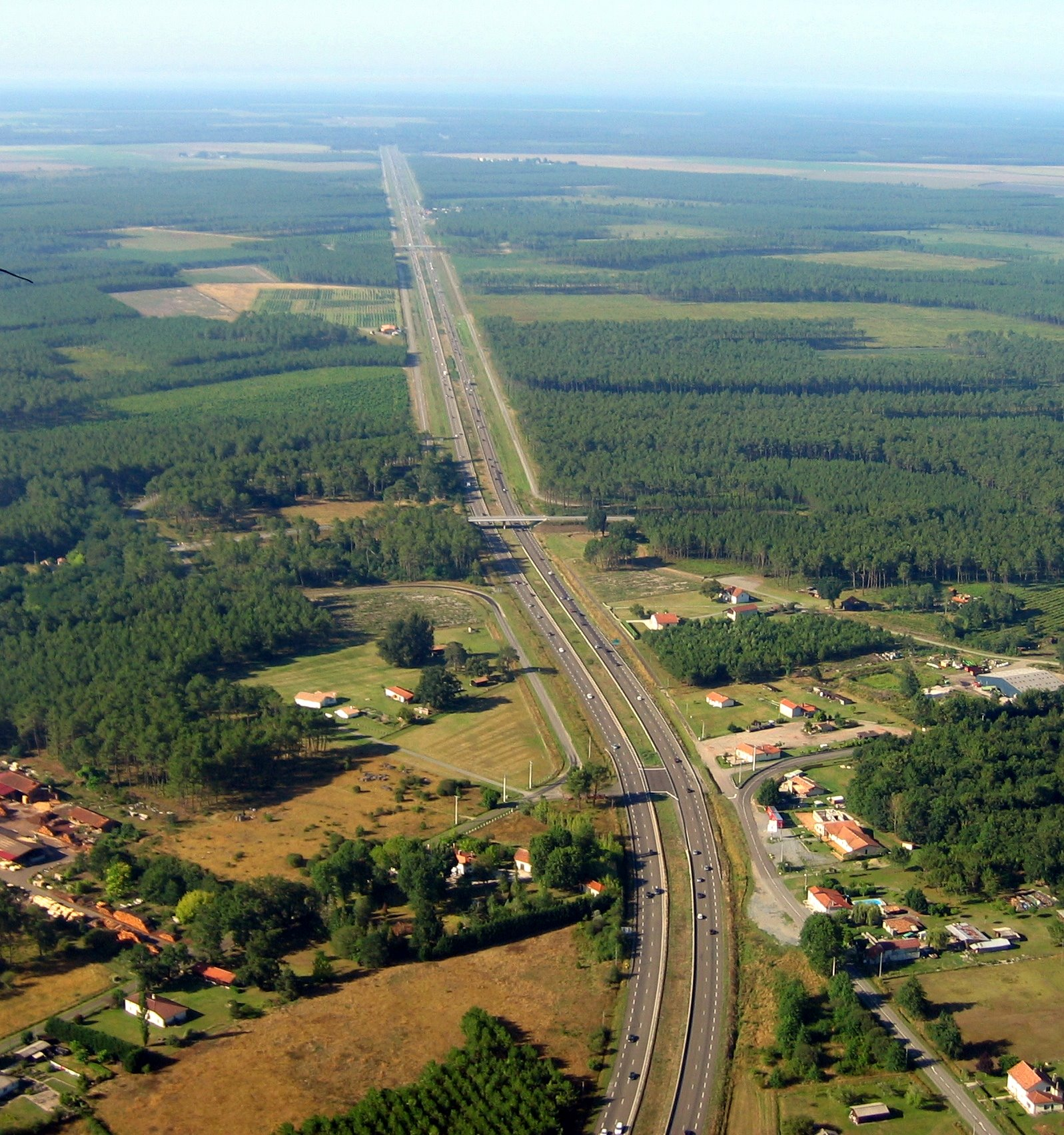
Е70 во Франции
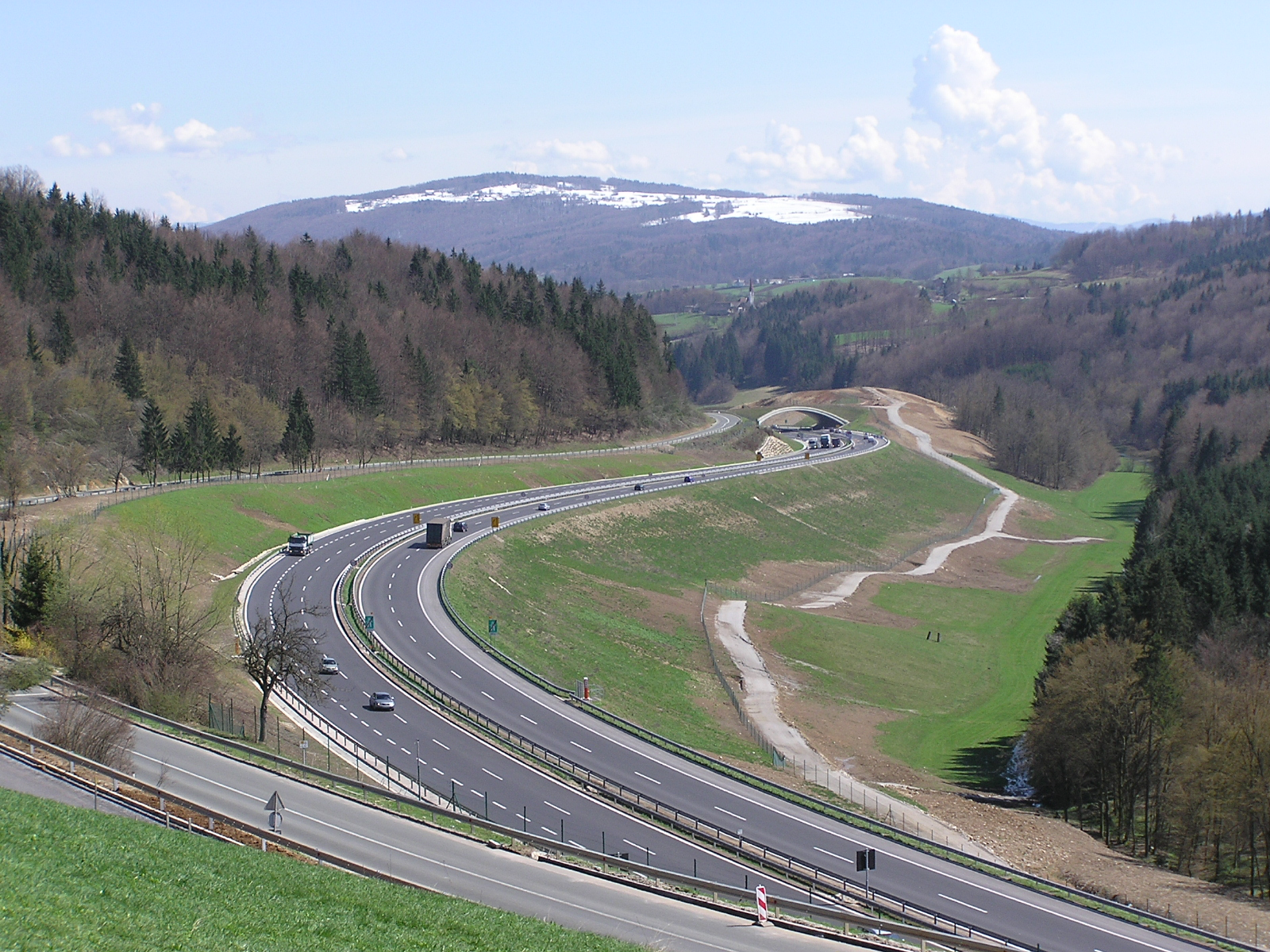
Е70 в Словении
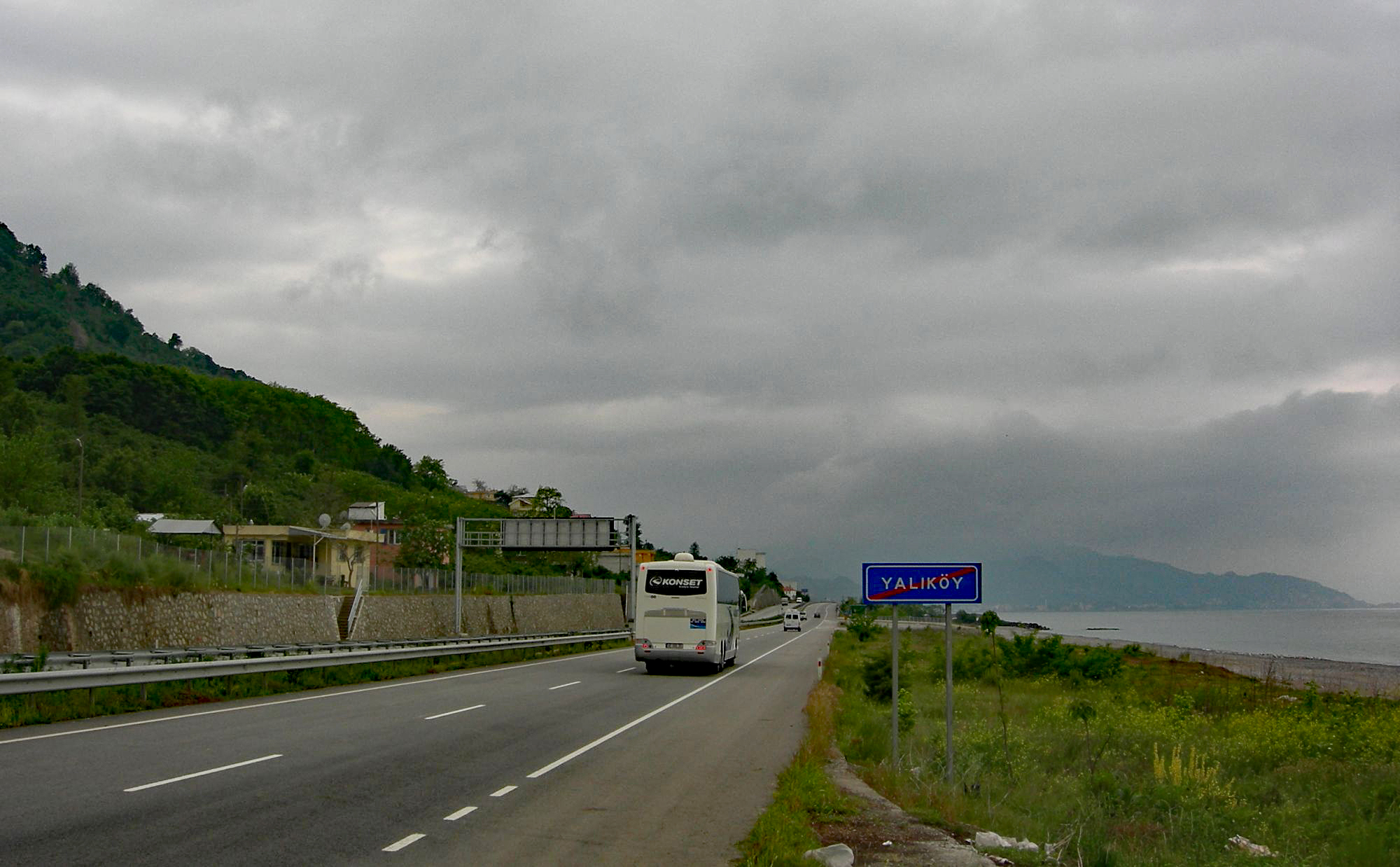
Е70 возле Тиреболу на турецком побережье Чёрного моря